# Edel Randem

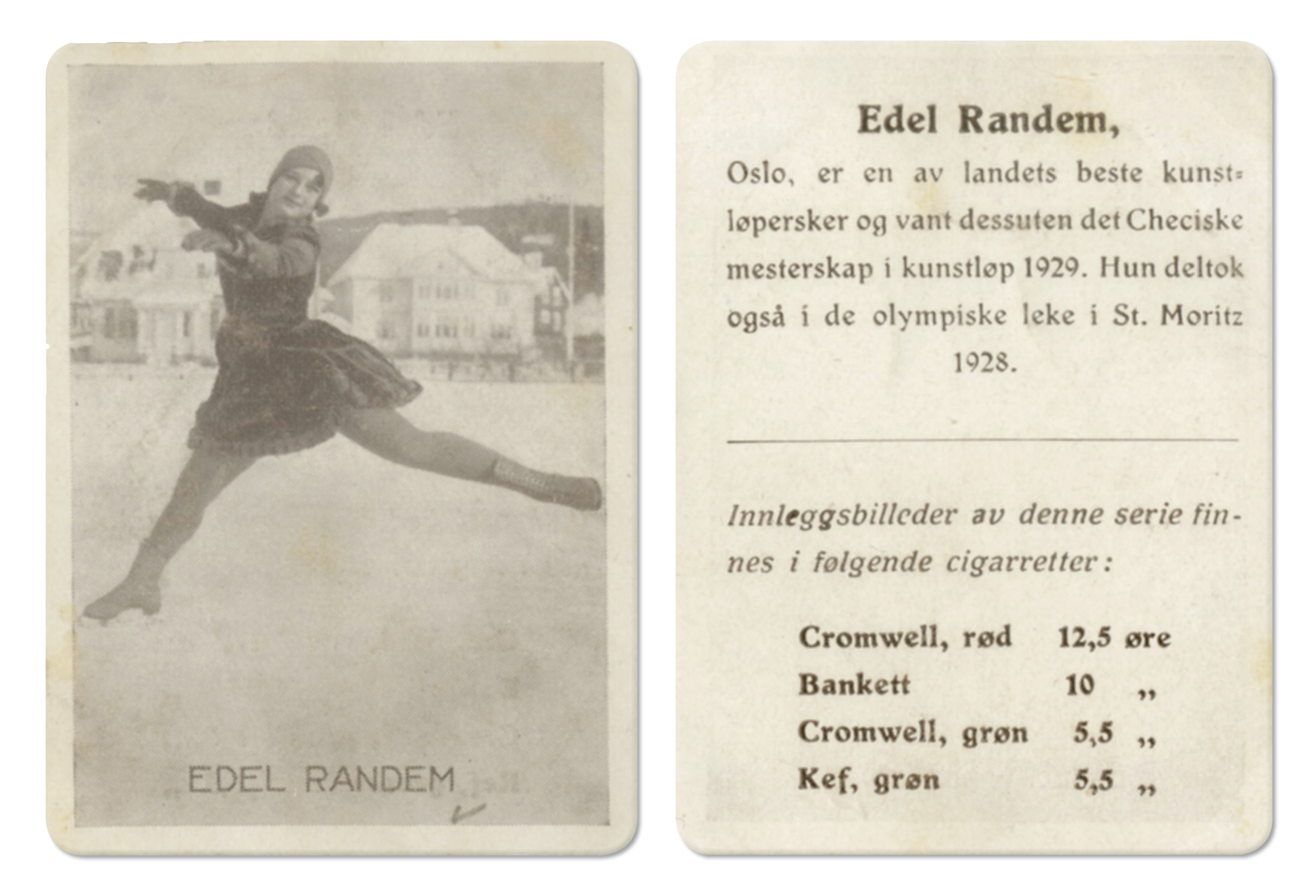

Edel Randem, född 11 september 1910 i Oslo och död 26 november 2001 i Stabekk, var en norsk konståkerska som deltog i singel damer vid Olympiska spelet i Sankt Moritz 1928.